# Ашіль Емана
Ашіль Емана (фр. Achille Emana, нар. 5 червня 1982, Яунде) — камерунський футболіст, фланговий півзахисник, півзахисник клубу «Хімнастік».
Більшість своєї кар'єри провів у французькій «Тулузі» та іспанському «Бетісі», після чого виступав в арабських країнах та Мексиці.
Емана зіграв понад 50 матчів у складі національної збірної Камеруну, захищав честь країни на Чемпіонаті світу 2010 року та в трьох розіграшах Кубку африканських націй.

## Клубна кар'єра

### «Тулуза»
Народився 5 червня 1982 року в місті Яунде. До 1999 року виступав на батьківщині, за камерунський клуб «Бабімбі Дуала». Після нетривалого періоду виступів у молодіжній команді «Валенсії», в 2000 році переїздить до Франції та переходить до складу «Тулузи». У дорослому футболі дебютував 2001 року. В свої 19 років став важливим гравцем першої команди в складі клубу з Ліги 2. Протягом перших чотирьох сезонів свого перебування в «Тулузі» проводив щонайменше по 32 матчі кожного сезону. Вже у другий рік свого перебування в команді з Верхньої Гаронни здобув путівку до Ліги 1. Загалом у «Тулузі» провів сім сезонів, взявши участь у 231 матчі чемпіонату. Більшість часу, проведеного у складі «Тулузи», був основним гравцем команди.
В 2005 році, після переходу Майкла Есьєна до «Челсі», за чутками, гравцем зацікавився гранд французького футболу «Олімпік» (Ліон), які шукали заміну ганцю, трохи пізніше Ашілем зацікавився й інший гранд французького футболу — «Олімпік» (Марсель). Тим не менше, гравець залишився в Тулузі, забив 8 м'ячів у 36-ти поєдинках, а клуб досяг свого найкращого результату в історії, посівши третє місце, завдяки чому пробився до кваліфікаційних раундів Ліги чемпіонів.
Протягом наступного трансферного вікна Ашілем цікавився клуб англійської Прем'єр-ліги «Портсмут», в складі якого на той час виступала значна кількість африканських гравців. Проте він втратив шанси переїхати до англійського клуб оскільки не отримав дозвіл на роботу, а потім він відмовився підписувати новий дворічний контракт, до 2010 року.
Навесні 2008 року з'явилося повідомлення про те, що в послугах Емани зацікавлені англійські клуби «Вест Гем Юнайтед» та «Ньюкасл Юнайтед» також за камерунцем стежили представники іспанської Ла-Ліги, а особливо «Севілья». Зрештою, перехід знову зірвався і гравець дограв сезон у складі французького клубу, який завершив чемпіонат на 17-му місці, посівши в турнірній таблиці останнє місце поза межами зони вильоту.

### «Бетіс»
11 червня 2008 року з'явилася інфорація про те, що «Реал Бетіс» веде переговори з «Тулузою» щодо переходу Емани. Гравець заявив, що прагне переїхати до Іспанії, щоб продовжити свою кар'єру в цій країні, незважаючи на те, що його тодішній клуб на той час вже відхилив дві трансферні пропозиції. 22 липня він, нарешті, перейшов до андалусійського клубу, сума трансферу склала 5,5 мільйонів £.
19 жовтня 2008 року Емана забив свій перший гол у складі «Бетіса», сталося це в переможному домашньому матчі (3:0) проти «Мальорки». В середині квітня 2009 року він допоміг здобути виїзну перемогу (3:2) над «Расінгом (Сантандер)» та домашню перемогу (2:0) над «Спортінгом (Хіхон)», за підсумками сезону Ашіль відзначився 11-ма голами та 7-ма результативними передачами, але незважаючи на це його клуб в останньому турі зазнав поразки та вилетів до нижчого дивізіону.
Незважаючи на різноманітні спекуляції щодо його майбутнього, Емана, як і раніше, продовжив виступати в складі «Бетіса» в наступних сезонах, але вже у Сегунді. Атакувальне тріо в складі Емани та форвардів Рубена Кастро й Хорхе Моліни на трьох забили понад 50 м'ячів у сезоні 2010/11 років, завдяки чому команда вже наступного сезону повернулася до вищого дивізіону.

### Арабські клуби
11 серпня 2011 року Емана переїхав до клубу «Аль-Гіляль», саудівському клубу трансфер обійшовся в 6 мільйонів доларів. А вже в січні наступного року на правах піврічної оренди перейшов до «Аль-Аглі» (Дубай) з Об'єднаних Арабських Еміратів, проте вже 27 липня 2012 року перейшов до цього клубу на постійній основі. Його до команди запросив тодішній головний тренер клубу з ОАЕ, іспанець Кіке Санчес Флорес.
22 січня 2013 року Емана був відданий в оренду до завершення сезону до клубу з чемпіонату ОАЕ, «Аль-Васл», головною причиною цього переходу було те, що аргентинець Маріано Донда отримав серйозну травму, на відновлення після якої потрібен був тривалий період.

### Мексика
27 серпня 2013 року, після завершення терміну дії орендної угоди з «Аль-Васл», підписав постійний контракт з мексиканським клубом «Крус Асуль». Там він виступав разом з Маріано Павоне, який був одноклубником Ашіля в «Бетісі» протягом двох сезонів.
17 грудня 2014 року Емана перейшов на правах оренди в «Атланте» до червня 2014 року У складі «жеребців» дебютував 9 січня 2015 року здобувши важливу для «Атланте» перемогу над «Донадос де Сіналоа». Допоміг клубу здобути чотири поспіль перемоги, при цьому відіграв у них ключову роль. По завершенні терміну орендної угоди повернувся до складу «Крус Асуль».

### «Хімнастік» та «Токусіма Вортіс»
24 липня 2015 року вже як вільний агент прибув на перегляд до клубу з другого дивізіону іспанського чемпіонату «Хімнастіка», а згодом підписав 1-річний контракт. По завершенні сезону 2015/16 років іспанський клуб, у разі успішних виступів Емани, мав опцію продовжити контакт ще на один сезон, але іспанський клуб цим правом не скористався.
20 липня 2016 року Емана знову змінив клуб, цього разу перейшов до «Токусіма Вортіс». Проте в клубі з японської Джей-ліги 2 не зіграв жодного поєдинку й 12 грудня повернувся до складу «Хімнастіка».

## Виступи за збірну
2003 року дебютував в офіційних матчах у складі національної збірної Камеруну. Наразі провів у формі головної команди країни 42 матчі, забивши 6 голів.
У складі збірної був учасником розіграшу Кубка конфедерацій 2003 року у Франції, де разом з командою здобув «срібло», Кубка африканських націй 2006 року в Єгипті, де в складі збірної дійшов до 1/4 фіналу, Кубка африканських націй 2008 року у Гані, де разом з командою здобув «срібло», чемпіонату світу 2010 року у ПАР, Кубка африканських націй 2010 року в Анголі.

## Досягнення

### Клубні
- Ліга 2
  -  Чемпіон (1): 2002/03
- Сегунда Дивізіон
  -  Чемпіон (1): 2010/11
- Кубок ліги (ОАЕ)
  -  Володар (1): 2011/12
- Ліга чемпіонів КОНКАКАФ
  -  Володар (1): 2013/14

### У збірній
- Кубок африканських націй
  -  Фіналіст (1): 2008
- Кубок конфедерацій
  -  Фіналіст (1): 2003

## Особисте життя
Молодший брат Ашіля, Стефан, також професіональний футболіст. Нападник, також виступав за «Бетіс» та «Хімнастік».